# La Switch
Pour plus de détails, voir Fiche technique et Distribution.
La Switch est un long métrage québécois écrit et réalisé par Michel Kandinsky, sorti en 2022. 
Le film traite des soldats qui s'enrôlent dans les Forces armées canadiennes (FAC) et qui en sortent atteints du trouble de stress post-traumatique (TSPT).
Il met en vedette François Arnaud, Sophie Desmarais, Lothaire Bluteau et Roch Castonguay,. 
Il est présenté en première mondiale le 18 septembre 2022 au 2022 Cinéfest Sudbury International Film Festival en Ontario.

## Synopsis
Le Caporal Marc Leblanc, tireur d'élite, revient d'Afghanistan dans sa petite ville du Nord. Confronté à la réalité banale de la vie quotidienne, il aspire à la détente que lui procure le tir. Peu à peu, son besoin de discipline militaire prend le dessus et le conduit à un affrontement violent.
La switch est un film sur la lutte que les combattants mènent contre eux-mêmes et contre les souvenirs des atrocités de la guerre, ces secrets qui sont trop horribles pour partager.

## Fiche technique
- Titre original : La Switch
- Titre anglais : La Switch
- Réalisation et scénario : Michel Kandinsky
- Photographie : Duraid Munajim
- Montage : Michel Grou
- Son : Frédéric Cloutier
- Musique : Geoff Klein
- Production : Tracy Legault, Paul Cadieux
- Société de production : Carte Blanche Films, Productions Megafun
- Société de distribution : Filmoption International
- Pays de production :  Canada
- Langue originale : français
- Format : couleur — numérique
- Genre : drame
- Durée : 85 minutes

## Distribution
- François Arnaud : Marc Leblanc
- Sophie Desmarais : Julie
- Lothaire Bluteau : Shérif
- Roch Castonguay : Jean-Pierre

## Production
La switch a été tourné durant 20 jours, du 31 août au 25 septembre 2020, à Sudbury dans le nord de l’Ontario,.
Il sera distribué au Canada et à l'international par Filmoption International.

## Festivals
La Switch a été présenté en première mondiale le 18 septembre 2022 à Cinefest Sudbury en Ontario. 
Le film sera présenté au Festival Objectif Cinéma Desjardins 2022 le 5 novembre 2022 à Ottawa,.